# Нострадамус (филм)
 Тази статия е за биографичния филм.  За филма на екологическа тематика вижте Предсказанията на Нострадамус (филм).  
„Нострадамус“ е британско-немска филмова биография от 1994 г. за живота на френския фармацевт и астролог Нострадамус (Мишел дьо Нострадам). Режисиран е от Роджър Крисчън, а главният герой е изобразен от Чеки Карио.

## Сюжет
Най-важните събития от живота на Нострадамус са разказани в хронологичен ред; по-специално кариерата му на лечител, гледач и изследовател. Показана е зоната на напрежение между църквата, науката и политиката през XVI век във Франция.
Филмът започва с кошмарно видение за края на света от момчето Мишел дьо Нострдам и кратък поглед върху средата на уважаваното семейство от покръстени еврейски лекари и търговци. Основните конфликтни зони в живота му веднага се стоварват върху момчето с травмираща бруталност, тъй като той трябва да гледа безпомощно как Софи, умна лечителка от семейството, е изгорена до смърт от палачите на Инквизицията.
Конфликтите продължават по време на медицинските изследвания на Мишел дьо Нострдам като битка между по-модерни научни методи срещу подкрепен от власт догматизъм, особено при справянето с чумата.
Учителят по медицина и бащин приятел д-р Юлиус Скалингер разпознава истинската дарба на Мишел във виденията и му дава достъп до забранена литература и езотерични средства, за да усъвършенства и тълкува тази дарба. От друга страна, Дьо Нострдам е лишен от първото си семейство от инквизицията, когато върху жена му е намерен забранен надпис.
Невъобразимият ужас, който впоследствие му се разкрива за идните векове, го тласка, наред с борбата му за човешка медицина и „ходенето по въже“[ неясно? ] срещу лекарската завист и църковните врагове, тайно да запише своите пророчества като предупреждение за бъдещите поколения.
Конкретна визия за смъртта на френския крал Анри II почти му коства живота, но в крайна сметка му дава закрилата на кралската вдовица Катерина де Медичи до края на живота му.